# Mare Orientale

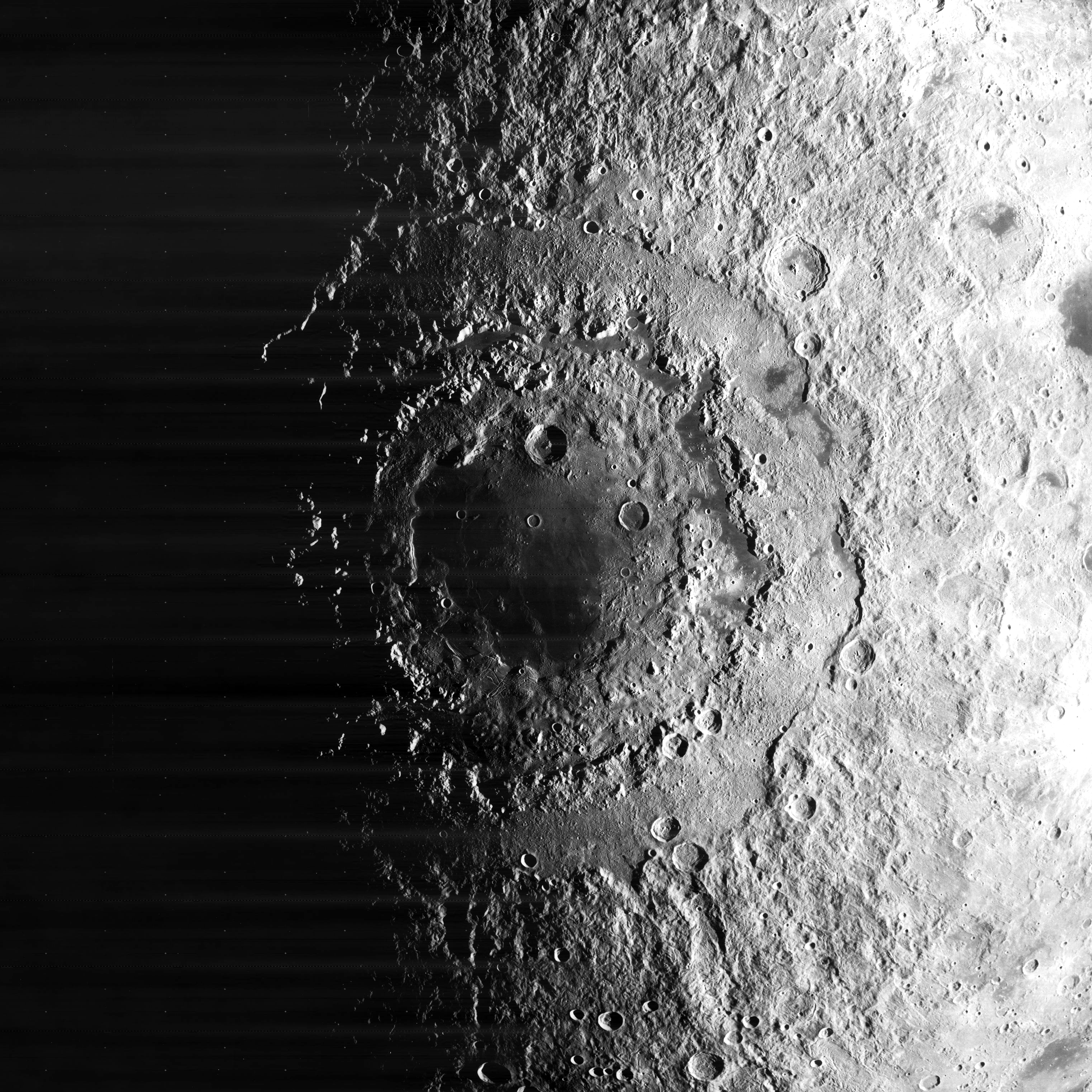
Mare Orientale

Mare Orientale (em latim orientāle, o "mar oriental") é um Mare lunar. Ele está localizado na fronteira oeste do lado próximo e lado distante da Lua, e é difícil de ver de uma perspectiva terrestre. Imagens da espaçonave revelaram que é uma das características lunares de grande escala mais impressionantes, assemelhando-se a um alvo anelar.

## Geologia
Durante a década de 1960, imagens retificadas do Mare Orientale por Gerard Kuiper no Laboratório Lunar e Planetário deram origem à noção de ser uma cratera de impacto. A estrutura, com a planície plana da égua no centro, tem cerca de 900 quilômetros (560 milhas) de diâmetro e foi formada pelo impacto de um objeto do tamanho de um asteroide, possivelmente 64 km (40 mi) de diâmetro e viajando a 15 km/s (9,3 mi/s). Em comparação com a maioria das outras bacias lunares, Mare Orientale é menos inundada por basaltos de mar, de modo que grande parte da estrutura da bacia é visível. O basalto na porção central da bacia Orientale tem provavelmente menos de 1 km (0,62 mi) de espessura, o que é muito menor do que as bacias de mares no lado da Lua voltado para a Terra. A colisão causou ondulações na crosta lunar, resultando nas três feições circulares concêntricas. Os anéis mais internos desta vasta cratera com vários anéis são os Montes Rook interno e externo, e o anel mais externo é a Cordilheira dos Montes, com 930 km (580 milhas) de diâmetro. A partir daqui, os ejectos estendem-se por cerca de 500 km (310 milhas) do sopé das montanhas e formam uma superfície áspera com montículos e com características radialmente alinhadas em direção ao centro.
O programa Apollo não coletou amostras de rochas do Mare Orientale, portanto sua idade precisa não é conhecida. No entanto, é a bacia de impacto mais recente da Lua, provavelmente bem mais jovem que a Bacia Imbrium, que tem cerca de 3,85 bilhões de anos. O material da bacia circundante é da época do Ímbrio Inferior, com o material do mar sendo da época do Ímbrio Superior.
Localizado no antípoda do Mare Orientale está o Mare Marginis.
Uma concentração de massa (mascon), ou alta gravitacional, foi identificada no centro do Mare Orientale a partir do rastreamento Doppler das cinco espaçonaves Lunar Orbiter em 1968. O mascon foi confirmado e mapeado em maior resolução com orbitadores posteriores, como o Lunar Prospector e GRAIL.

## Descoberta e nome
Mare Orientale é difícil de observar da Terra, pois fica no extremo oeste do lado próximo. Tudo o que pode ser visto são as cadeias montanhosas acidentadas — a Torre dos Montes e a Cordilheira dos Montes — e alguns vislumbres do material escuro do mar além delas. No entanto, a libração da Lua significa que em raras ocasiões o Mare Orientale está ligeiramente mais voltado para a Terra e se torna um pouco mais discernível.
Embora vários astrônomos tenham observado indícios da égua, ela foi descrita pela primeira vez pelo astrônomo alemão Julius Franz em seu livro de 1906 Der Mond ("A Lua"). Franz também deu à égua seu nome, o "Mar Oriental", pois estava localizada no que a convenção na época considerava ser o lado leste da Lua visto da Terra, embora seja o lado ocidental visto por um astronauta andando na Lua. Em 1961, no entanto, a União Astronômica Internacional adotou a convenção astronáutica para leste e oeste na Lua e este membro tornou-se a borda ocidental.
O primeiro estudo detalhado do Mare Orientale foi feito por Hugh Percy Wilkins, que o chamou de "Lunar Mare X". As descobertas de Franz não eram bem conhecidas, e na edição de 1976 de seu livro Guide to the Moon, Patrick Moore afirma que ele e Wilkins descobriram e nomearam Mare Orientale em 1946. No entanto, Moore credita Franz como descobridor em seu 2009 Anuário de Astronomia (p. 133-135).

## Galeria

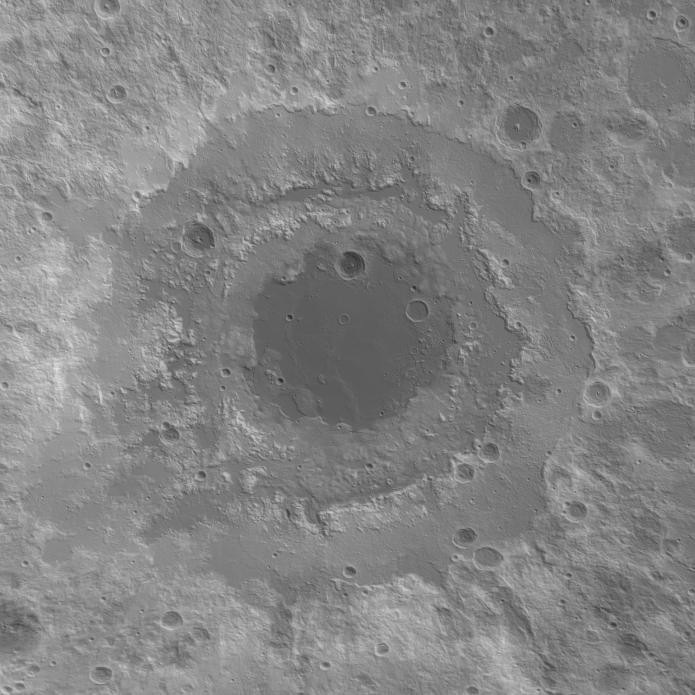
Mapa topográfico
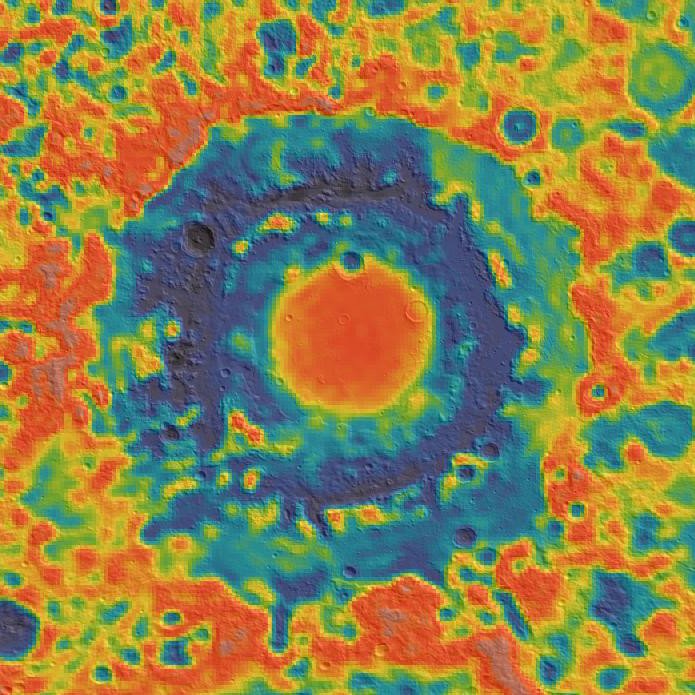
Mapa de gravidade baseado em GRAIL
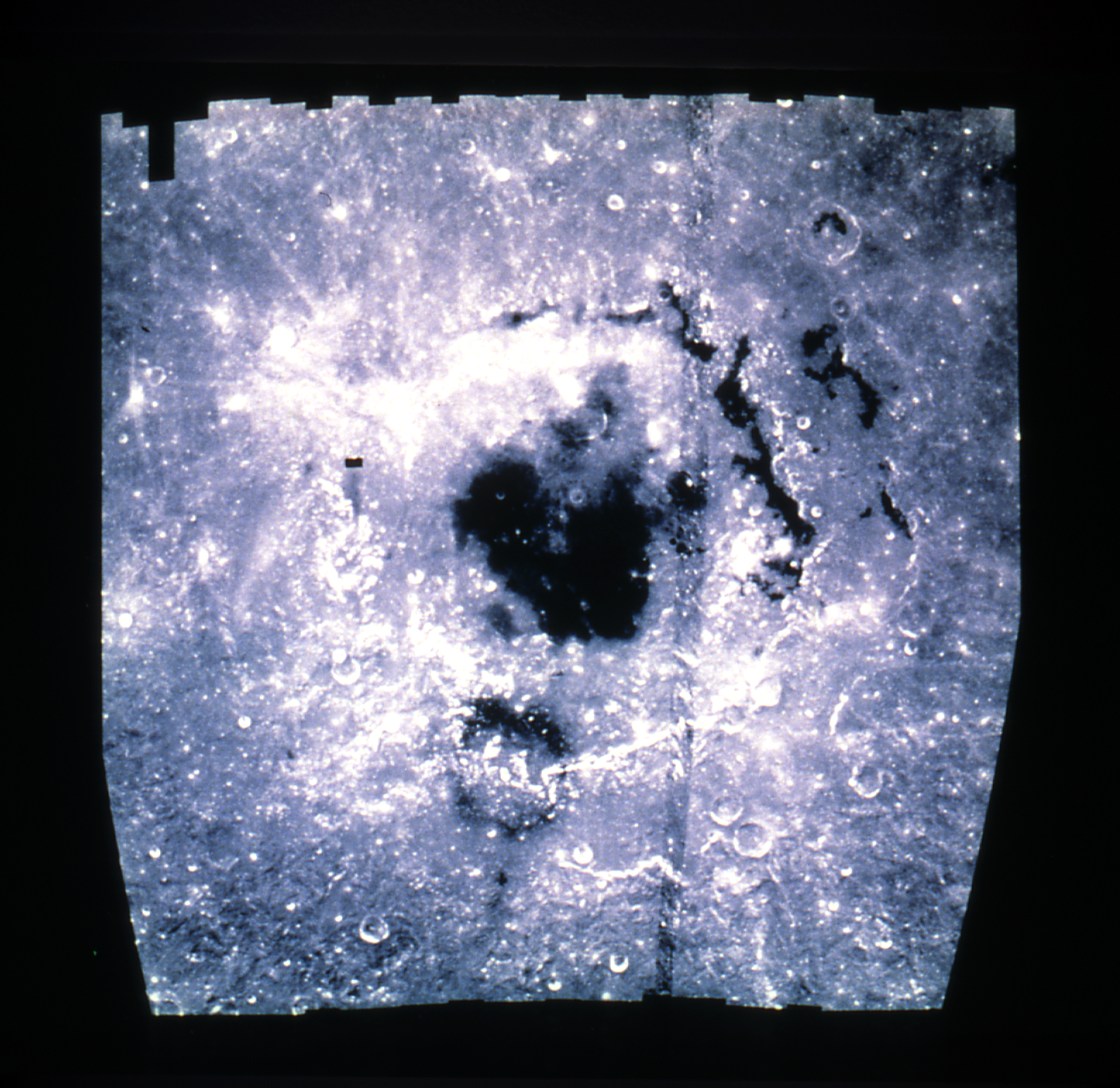
Albedo mosaico de imagens de Clementine
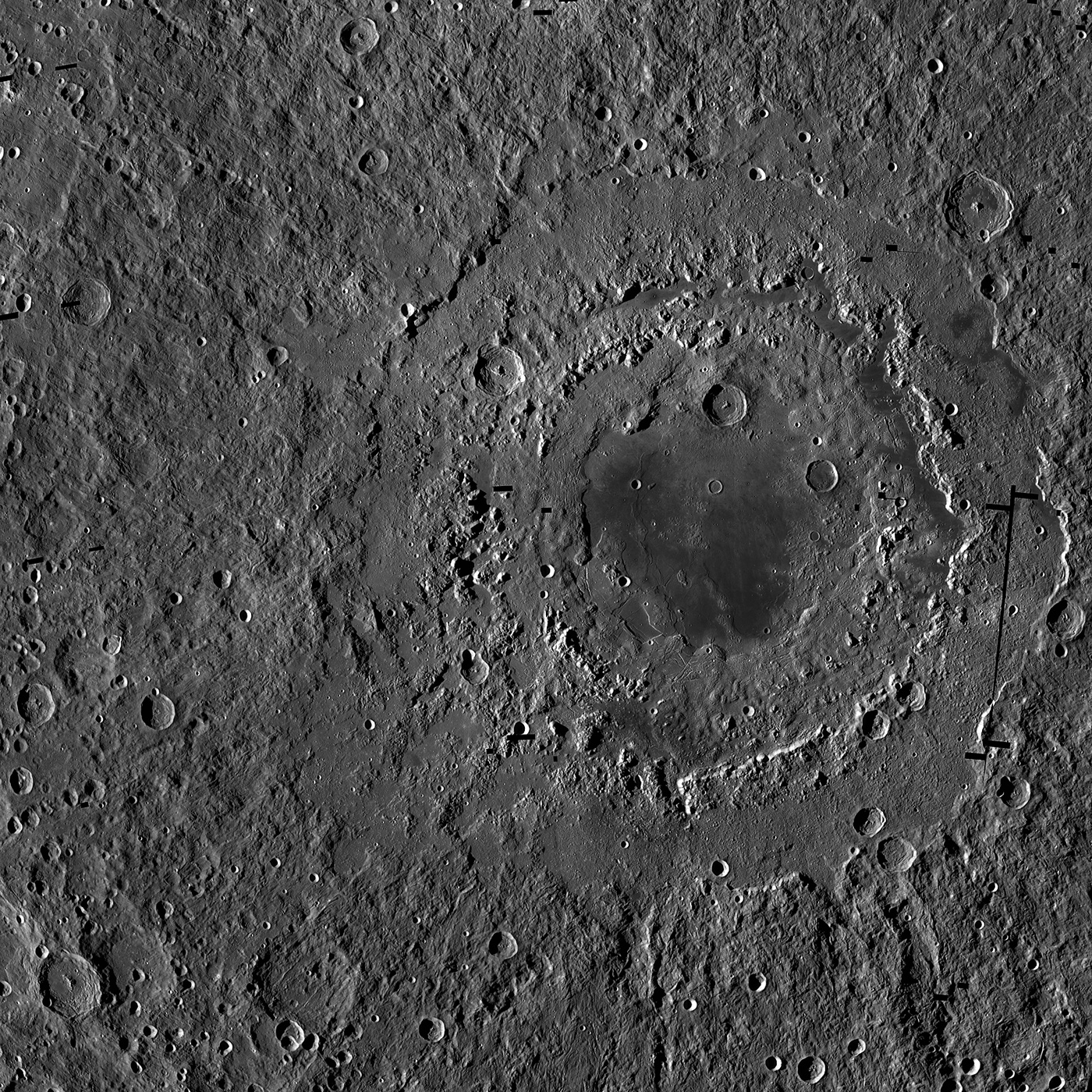
2010 fotomosaico por Lunar Reconnaissance Orbiter
Fotografia da Terra na lua cheia com Mare Orientale marcado no membro
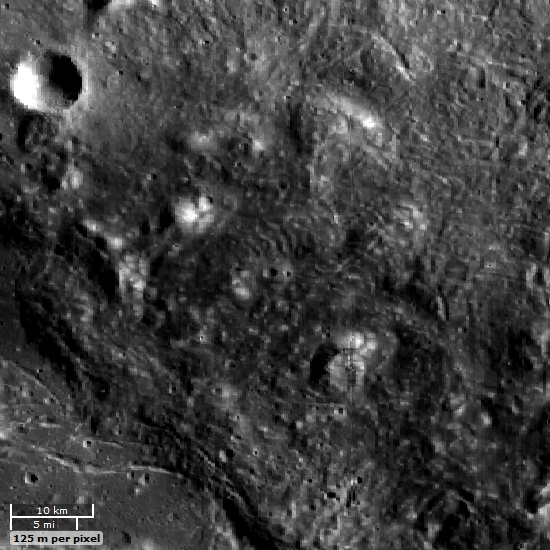
Colinas em forma de cúpula no extremo sul da Bacia do Mare Orientale, possivelmente formadas por fluxos de lava.
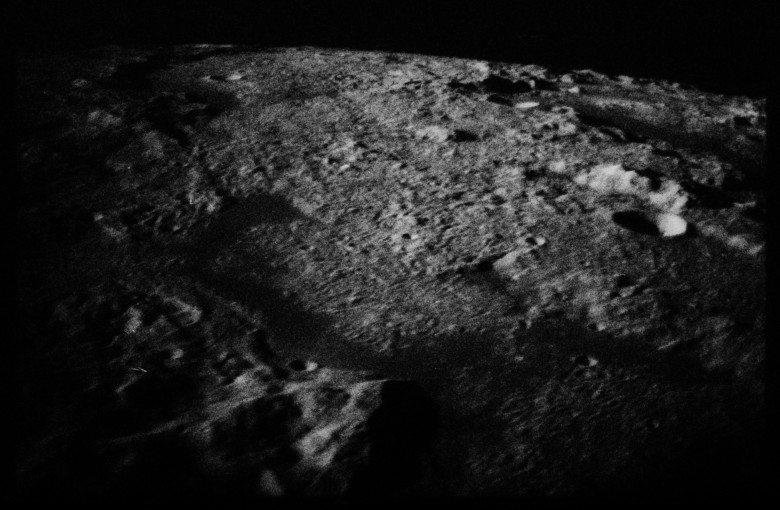
A Apollo 17 fotografou o leste do Mare Orientale sob a luz fraca do brilho da terra.